# 串列SCSI

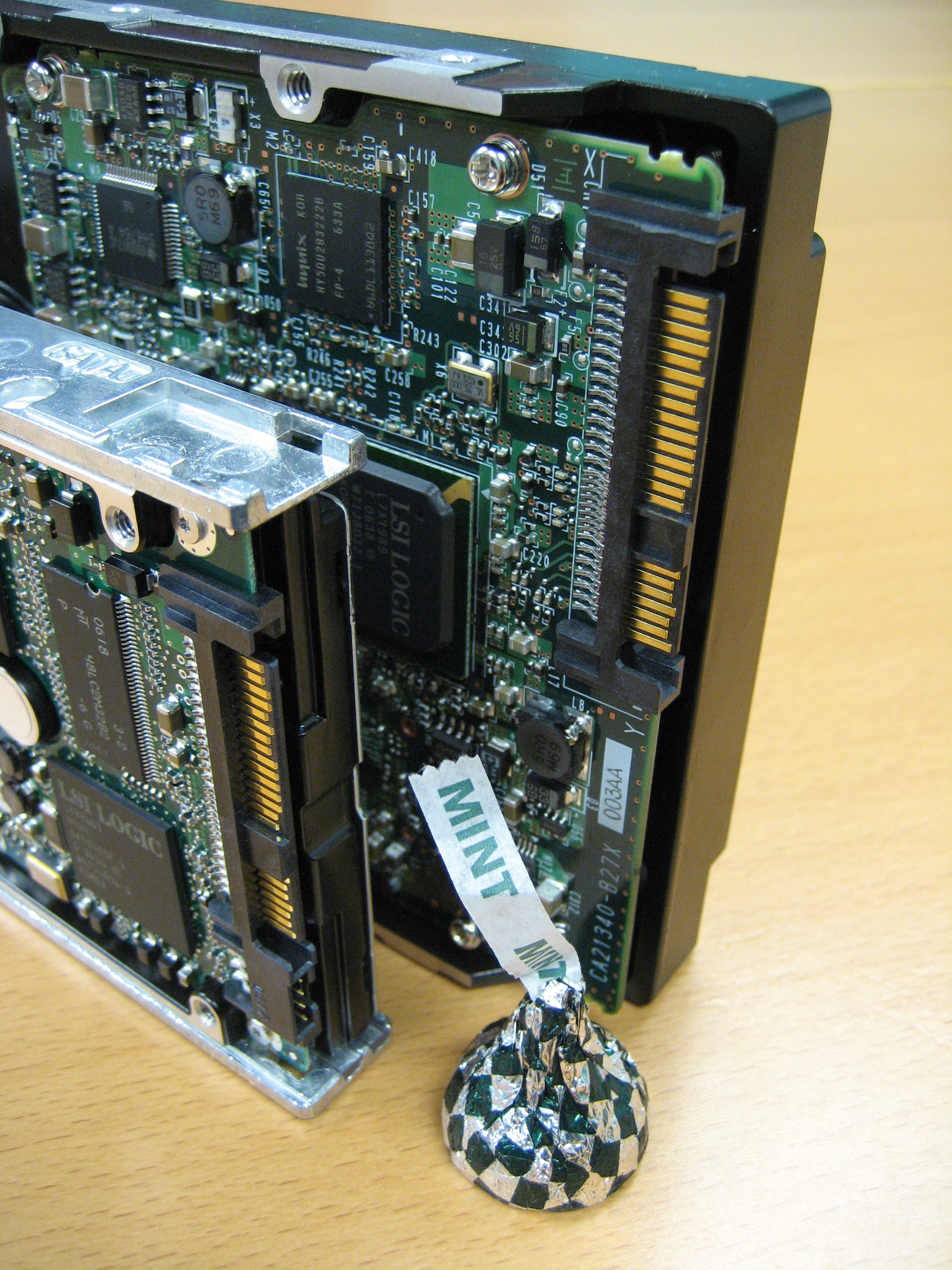
2.5英寸及3.5英寸的SAS硬碟與一粒好时Kiss薄荷糖的大小比較。

序列式SCSI（英語：Serial Attached SCSI，簡稱）是一種電腦集線的技術，其功能主要是作為週邊零件的數據傳輸，例如：硬碟、CD-ROM等設備而設計的界面。序列式SCSI 由並列SCSI物理存儲介面演化而來，是由ANSI INCITS T10技術委員會（T10 committee（页面存档备份，存于））開發及維護的新的存儲介面標準。與並列方式相比，序列方式能提供更快速的通信傳輸速度以及更簡易的配置。此外SAS並支援與序列式ATA（SATA）設備相容，且兩者可以使用相類似的電纜。
SAS是點對點（point-to-point）連接，並允許多個端口集中於單個控制器上，其可以內建於主機板（mother board）當中；也可另外添加。該技術建立在強大的並列SCSI通信技術基礎上。SAS是採用SATA相容的電纜線採取點對點連接方式，從而在計算機系統中不需要建立菊花链（daisy-chaining）方式便可簡單地實現線纜安裝。

## 歷史
- 第一代SAS為陣列中的每個驅動器提供3.0 Gbps（3000 Mbps）的全雙工傳輸速率。
- 第二代SAS為陣列中的每個驅動器提供6.0 Gbps（6000 Mbps）的全雙工傳輸速率。
- 第三代SAS為陣列中的每個驅動器提供12.0 Gbps（12000 Mbps）的全雙工傳輸速率。
- 第四代SAS為陣列中的每個驅動器提供24.0 Gbps（24000 Mbps）的全雙工傳輸速率，相關標準制訂於2017年[1]。

## 介面
SAS介面比普通SCSI介面小很多，並支援2.5英寸的硬碟。 SAS採取直接的點對點序列式傳輸方式，傳輸速率最高可達12Gbps，目前計劃於2017年左右達到24Gbps。
SAS的介面接頭有很多形式：
| 圖片 | 代號     | 別名                 | 內接/外接 | 針腳數量 | 儲存設備數量 | 備註                                                                          |
| ---- | -------- | -------------------- | --------- | -------- | ------------ | ----------------------------------------------------------------------------- |
|      | SFF 8482 |                      | 內接      |          | 1            | 与SATA兼容的标准接口                                                          |
|      | SFF 8484 |                      | 內接      |          | 4            | 高密度內接連接器                                                              |
|      | SSF 8485 |                      |           |          |              | Routes data plus "sideband-signals" (Like LEDS) through serial link           |
|      | SFF 8470 | InfiniBand connector | 外接      | 32       | 4            | 高密度外接連接器（亦可內接使用）                                              |
|      | SFF 8087 | Internal Mini-SAS    | 內接      |          | 4            | Molex iPASS reduced width internal 4x connector with future 10 Gbit/s support |
|      | SFF 8088 | External Mini-SAS    | 外接      | 32       | 4            | Molex iPASS reduced width external 4x connector with future 10 Gbit/s support |

SFF8482連接器可讓SATA的裝置（如SATA硬碟、光碟機）連接至SAS控制器，但SAS裝置並不能接到SATA控制器。為了防止誤接，SAS裝置的連接器有防呆設計。

## 技术细节
SAS由3种类型协议组成，根据连接的不同设备使用相应的协议进行数据传输。
- 串行SCSI协议 (SSP) — 用于和SCSI設備溝通。
- 串行ATA通道协议 (STP) — 用于和SATA設備溝通。
- SCSI管理协议 (SMP) — 用于对SAS设备的维护和管理。

## 參看
- 電腦裝置頻寬列表
- NVMe
- U.2
- M.2

## 外部連結
- T10 committee（页面存档备份，存于）
- Download SAS 2 draft revision from T10PDF（6.47 MiB）
- Implementing SAS storage（页面存档备份，存于）